# Łazy (gmina w województwie warszawskim)
Łazy – dawna gmina wiejska istniejąca do 1954 roku w woj. warszawskim. Nazwa gminy pochodzi od wsi Łazy, lecz siedzibą władz gminy była Wólka Smolana.
W okresie międzywojennym gmina Łazy należała do powiatu sochaczewskiego w woj. warszawskim. Po wojnie gmina zachowała przynależność administracyjną. Według stanu z 1 lipca 1952 roku gmina Łazy składała się z 30 gromad.
Gminę zniesiono 29 września 1954 roku wraz z reformą wprowadzającą gromady w miejsce gmin. Jednostki nie przywrócono 1 stycznia 1973 roku po reaktywowaniu gmin, a jej obszar wszedł w skład gminy Tułowice (i częściowo gminy Kampinos).